# Proisotomodes
Genre
Proisotomodes est un genre de collemboles de la famille des Isotomidae.

## Liste des espèces
Selon Checklist of the Collembola of the World (version du 31 août 2019) :
- Proisotomodes bipunctatus (Axelson, 1903)
- Proisotomodes debilis (Cassagnau, 1959)

## Publication originale
- Bagnall, 1949 : Contributions toward a knowledge of the Isotomidae (Collembola). VII–XV. Annals & Magazine of Natural History, sér. 12, vol. 2, p. 82–96.